# Jusztin Nándor Takács
Jusztin Nándor Takács OCD (ur. 15 stycznia 1927 w Rábacsanak, zm. 11 lipca 2016) – węgierski duchowny katolicki, biskup Székesfehérvár 1991-2003.

## Życiorys
Święcenia kapłańskie otrzymał 28 października 1951.
23 grudnia 1988 papież Jan Paweł II mianował go biskupem pomocniczym Székesfehérvár ze stolicą tytularną Carcabia. 11 lutego 1989 z rąk kardynała László Paskai przyjął sakrę biskupią. 31 marca 1990 powierzono mu obowiązki biskupa koadiutora, a od 13 września 1991 biskupa diecezjalnego. 4 kwietnia 2003 ze względu na wiek, złożył na ręce papieża Jana Pawła II rezygnację z zajmowanej funkcji.
Zmarł 11 lipca 2016.